# Allograpta aeruginosifrons
Allograpta aeruginosifrons är en tvåvingeart som först beskrevs av Ignaz Rudolph Schiner 1868.  Allograpta aeruginosifrons ingår i släktet Allograpta och familjen blomflugor. Inga underarter finns listade i Catalogue of Life.